# فريدريك تايلور غيتس
فريدريك تايلور غيتس (بالإنجليزية: Frederick Taylor Gates)‏ هو عالم عقيدة أمريكي، ولد في 2 يوليو 1853 في مين في الولايات المتحدة، وتوفي في 1929 في فينيكس في الولايات المتحدة.

## وصلات خارجية
- فريدريك تايلور غيتس على موقع الموسوعة البريطانية (الإنجليزية)